# Tillandsia grossispicata
Tillandsia grossispicata là một loài thực vật có hoa trong họ Bromeliaceae. Loài này được Espejo, López-Ferr. & W. Till mô tả khoa học đầu tiên năm 2008.